# Osama Elsamni
Osama Elsamni (arabisch أسامة السمني, jap. エルサムニー・オサマ, Erusamunī Osama; * 29. September 1988 in der Präfektur Okinawa) ist ein japanischer Fußballspieler ägyptischer Abstammung.

## Karriere
Elsamni begann seine Laufbahn Tokyo Verdy, wo der Stürmer in der Saison 2008, in der sein Klub aus der J. League abstieg, jedoch nicht zum Einsatz kam. Im Februar 2009 wechselte der Sohn eines ägyptischen Vaters und einer japanischen Mutter zum tschechischen Erstligisten FK Teplice. Im Sommer 2010 verließ er Teplice und schloss sich Anfang 2011 Montedio Yamagata an, kam für den Klub im Jahresverlauf aber nicht zum Einsatz. Sein Bruder Ali Elsamni spielte ebenfalls für Tokyo Verdy 1969. 